# Villains (Queens-of-the-Stone-Age-Album)
Villains ist das siebte Studioalbum von Queens of the Stone Age, das am 25. August 2017 durch das US-amerikanische Musiklabel Matador Records veröffentlicht wurde. Angekündigt wurde das Album am 15. Juni mit einem auf YouTube und Facebook veröffentlichten Video, das die Band bei einem Lügendetektortest zeigt. Zu hören sind dort Ausschnitte des Songs Feet Don’t Fail Me. Die erste Single The Way You Used to Do erschien am nächsten Tag zusammen mit der Ankündigung einer Welttournee.

## Aufnahmen und Veröffentlichung
Einige der Lieder wurden bereits vor der Veröffentlichung des Albums öffentlich aufgeführt. Das Titellied Villains of Circumstance wurde zum Beispiel bereits 2014 während eines Akustikkonzerts auf dem Meltdown Festival und The Evil Has Landed beim ersten Konzert des Jahres 2017 – am 22. Juni im Rapids Theatre in Niagara Falls, New York – zum Auftakt der Villains-World-Tour gespielt.
Von Januar bis März 2017 wurden die Lieder in den United Recording Studios in Los Angeles aufgenommen. Die Produktion übernahm Mark Ronson, der durch seine Produktionen mit Amy Winehouse, Lady Gaga und anderen bekannt ist. Unterstützt wurde er vom Co-Produzenten Mark Ranking und dem Toningenieur Alan Moulder.
Am 12. Juni 2017 startete die Band die Werbung für das neue Albums auf ihrer Website.

## Titelliste
1. Feet Don’t Fail Me
2. The Way You Used to Do
3. Domesticated Animals
4. Fortress
5. Head Like a Haunted House
6. Un – Reborn Again
7. Hideaway
8. The Evil Has Landed
9. Villains of Circumstance

## Kommerzieller Erfolg

### Chartplatzierungen
| ChartsChartplatzierungen       | Höchstplatzierung | Wochen |
| ------------------------------ | ----------------- | ------ |
| Deutschland (GfK)              | 2 (8 Wo.)         | 8      |
| Österreich (Ö3)                | 2 (11 Wo.)        | 11     |
| Schweiz (IFPI)                 | 1 (13 Wo.)        | 13     |
| Vereinigte Staaten (Billboard) | 3 (5 Wo.)         | 5      |
| Vereinigtes Königreich (OCC)   | 1 (11 Wo.)        | 11     |

| ChartsJahrescharts (2017) | Platzierung |
| ------------------------- | ----------- |
| Österreich (Ö3)           | 72          |
| Schweiz (IFPI)            | 75          |

### Auszeichnungen für Musikverkäufe
| Land/Region                  | Auszeichnungen für Musikverkäufe (Land/Region, Auszeichnung, Verkäufe) | Verkäufe |
| ---------------------------- | ---------------------------------------------------------------------- | -------- |
| Australien (ARIA)            | Gold                                                                   | 35.000   |
| Kanada (MC)                  | Gold                                                                   | 40.000   |
| Neuseeland (RMNZ)            | Gold                                                                   | 7.500    |
| Vereinigtes Königreich (BPI) | Gold                                                                   | 100.000  |
| Insgesamt                    | 4× Gold ·                                                              | 182.500  |